# Paramount Television Network
Paramount Television Network (o PTN por sus siglas en inglés) fue una empresa fundada por la corporación cinematográfica Paramount Pictures con el propósito de crear una cadena de televisión a finales de la década de 1940. La compañía construyó las estaciones de televisión KTLA en Los Ángeles y WBKB en Chicago; y también invirtió $400.000 en la DuMont Television Network, que operaba las estaciones WABD, WTTG y WDTV en Nueva York, Washington D. C., y Pittsburgh, respectivamente. El aumento de disputas entre Paramount y DuMont referentes al incumplimiento de contratos, el control de la compañía y la competencia entre cadenas de televisión fueron muy frecuentes entre 1940 y 1956, y fueron estas las que terminaron con el cierre de DuMont. El historiador Timothy White llamó a la
lucha entre estas corporaciones «uno de los más desafortunados y dramáticos episodios de la historia temprana de la industria
televisiva».
Paramount Television Network emitió varios programas como el ganador de un Emmy Time for Beany. Los programas se filmaban en Hollywood y se distribuían a un número ad-hoc (específico) de canales a lo largo de los Estados Unidos. La cadena de televisión firmó contratos de afiliación con más de 50 canales de televisión en 1950; pero a pesar de esto, muchas de sus series no eran muy vistas fuera de la costa oeste. La Comisión Federal de Comunicaciones (FCC por sus siglas en inglés), presentó una demanda contra Paramount por «acciones monopólicas», lo cual impidió al estudio adquirir nuevos canales de televisión. Los ejecutivos de Paramount decidieron, finalmente, echar por tierra la idea de tener una cadena de televisión, pero continuaron produciendo series para otras cadenas.
En 1995, luego de 40 años de producir para otras compañías, Paramount reingresó al negocio al lanzar United Paramount Network (UPN), una cadena de televisión que operó hasta 2006. La división de televisión de Paramount es ahora parte de CBS Television Studios.